# Roberto Traversi
Roberto Traversi (Milano, 1º dicembre 1969) è un politico italiano.
Deputato alla Camera dal 23 marzo 2018 per il Movimento 5 Stelle, è stato sottosegretario di Stato al Ministero delle infrastrutture e dei trasporti dal 13 settembre 2019 al 13 febbraio 2021 nel governo Conte II.

## Biografia
Nato il 1º dicembre 1969 a Milano, da genitori pugliesi, tra il 1978 e il 1979 la famiglia Traversi si trasferisce a Sestri Levante (GE) e nel 1986 a Chiavari (GE).
Si laurea in architettura all'Università degli Studi di Genova nel 1997.  Successivamente si dedica alla professione tecnica privilegiando la progettazione, la tutela del territorio, il paesaggio e le costruzioni. Si occupa della direzione di cantieri ferroviari riguardanti il consolidamento strutturale di viadotti e stazioni in Liguria e la messa in sicurezza di scarpate e pendii. Nel 2016 diviene presidente della Commissione Paesaggio dell'Unione dei Comuni della media Fontanabuona (Cicagna, Coreglia Ligure e Orero).
Parallelamente all’attività tecnica, affianca quella di giornalista, iscrivendosi all'albo dei pubblicisti nel 2014, e di fotografo ufficiale della Virtus Entella.

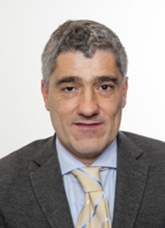
Roberto Traversi eletto alla Camera nel 2018

Dopo che la sua candidatura a sindaco di Chiavari era stata bloccata dai vertici del partito nel 2017, alle elezioni politiche del 2018 Traversi viene eletto deputato per il Movimento 5 Stelle nel collegio uninominale Liguria - 03 (Genova - Unità urbanistica Sestri) con il 35,60%, superando Cristina Pozzi del centrodestra (28,58%) e Mario Tullo del centrosinistra (26,51%). È stato membro della VIII commissione Ambiente, territorio e lavori pubblici, della IV commissione Difesa, nonché relatore del decreto denominato “Sblocca cantieri”. In circa un anno è stato co-firmatario di 35 proposte di legge e primo firmatario della proposta di legge sul contrasto degli incidenti rilevanti connessi con sostanze pericolose.
In seguito alla nascita del governo Conte II tra il Movimento 5 Stelle, Partito Democratico e LeU, il 13 settembre 2019 è stato nominato dal Consiglio dei Ministri Sottosegretario di Stato al Ministero delle Infrastrutture e dei Trasporti, l'unico ligure nel governo, insediandosi il 16 settembre e ottenendo la delega di competenza su porti italiani e autorità di sistema portuale e sulla sicurezza stradale, mantenendo l'incarico fino al 13 febbraio 2021.
Terminata l’esperienza di governo, nel marzo 2021 ricomincia l’attività alla Camera con l’ingresso nella IX Commissione Trasporti e la conferma nella VIII Commissione Ambiente, sostituendo il sottosegretario Ilaria Fontana.
A giugno 2022, dopo i risultati deludenti del Movimento 5 Stelle alle elezioni comunali in Liguria di quell'anno a Genova (4,4%), La Spezia (2,01%) e Chiavari (2,8%), viene nominato dal presidente del M5S Giuseppe Conte come coordinatore regionale del M5S in Liguria.
In vista delle elezioni politiche anticipate del 2022, ad agosto con 555 voti supera le parlamentarie online degli iscritti al M5S, venendo candidato alla Camera nel collegio uninominale Liguria - 02 (Genova: Municipio VII - Ponente) e come capolista nel collegio plurinominale Liguria - 01. All'uninominale arriva terzo con il 15,33%, dietro a Ilaria Cavo del centro-destra (37,49%) e Katia Piccardo del centro-sinistra (34,30%), ma viene eletto al plurinominale. Il 19 ottobre viene eletto Segretario della Camera.
Nel febbraio del 2023 viene confermato coordinatore regionale del M5S.